# 文學季刊 (1966年)
《文學季刊》，簡稱《文季》，是臺灣一本於1966年10月10日創刊的文學性季刊，主編是尉天驄。該本雜誌由於1968年的「文學季刊事件」，在陳映真受政治迫害被逮捕後受到打擊，改為不定期出刊。在1970年2月15號出版第10期後停刊。
該本雜誌主要的寫作者有姚一葦、尉天驄、七等生、陳映真、黃春明與施叔青等人。

## 歷史
- 1971年1月改以《文學雙月刊》復刊，同年4月第2期後再度休刊。
- 1973年8月以《文季》復刊，出版3期後停刊。
- 1983年4月以《文季文學》雙月刊復刊，出版11期後停刊。[1]